# 建淮乡
建淮乡，是中华人民共和国江苏省淮安市淮安区下辖的一个乡镇级行政单位。

## 行政区划
建淮乡下辖以下地区：
建淮村、十里村、鹅钱村、渠南村、彭阳村、砖桥村、许王村、陈华村、盖桥村、邱家村和张兴村。